# Cal Fontanals (el Pla del Penedès)
Cal Fontanals és una obra del Pla del Penedès (Alt Penedès) inclosa a l'Inventari del Patrimoni Arquitectònic de Catalunya.

## Descripció
Cal Fontanals és una masia de grans dimensions, situada a la part meridional del Pla del Penedès. El nucli central és de planta baixa, pis i golfes. La coberta és a dues vessants. El portal d'accés és adovellat. Al primer pis hi ha balcons i a les golfes, una galeria. El cos perpendicular al nucli central de la masia presenta arcs rebaixats.

## Història
A la masia encara es conserven documents que fan referència a la seva història.